# Aida Giménez
Aida Giménez Garcia, född 1995 eller 1996 i Terrassa, är en spansk (katalansk) singer-songwriter och popartist. Hon har blivit känd via artistnamnet Aida Sstrings och bandprojektet Guineu. 2014 uppmärksammades hon i Katalonien med singellåten "Aquesta nit", ett år efter hennes debutalbum.
2019 relanserades karriären som en grupp, och året därpå fick singeln "Putu any" stor uppmärksamhet som en musikalisk kommentar till ett pandemiskt år. Därefter har man bland annat kommit med två album, och Giménez har dessutom samarbetat med spanska artister som Joan Colomo och Iñigo Soler.

## Karriär

### Aida Sstrings
Sommaren 2013 uppmärksammades Aida Giménez – då ännu inte fyllda 20 år – i samband med relanseringen av sin låt "Aquesta nit" ('I natt') och under artistnamnet Aida Sstrings. Låten med sin text om "det lilla landet" (med syftning på Katalonien) fick stor spridning under årets katalanska nationaldagsarrangemang. Den hade redan lanserats i februari året innan, tillsammans med en musikvideo på Youtube (ett ställe där hon enligt egen utsago lärde sig att spela gitarr). Artistnamnet Aida Sstrings var också inspirerat av hennes gitarrintresse.
"Aquesta nit" var en av 13 egenkomponerade sånger på Tocant de peus al cel ('Med fotstamp i himlen'), debutalbumet som presenterades den 11 september – samma dag som Katalanska vägen. Där hördes hon som sångerska och gitarrist, kompletterad av ett antal andra musiker. Musiken var inspirerad av poprock à la Shania Twain och Alanis Morissette, liksom av de regionala grupperna Els Pets och Lax'n'Busto.
Därefter fortsatte hon som singer-songwritern Aida Sstrings, med spelningar baserade på sång och akustisk gitarr, under flera års tid.

### Guineu
Sedan hördes det allt mindre av Aida Sstrings. Våren 2019 kom istället första singeln från det nya indiepopbandet Guineu (katalanska för räv) – "Entre birres", en singellåt som ironiserar omkring nöjesliv och mänskliga svagheter. Hon assisterades på musikvideon av två musiker iförda rävmasker. Detta följdes senare under våren av EP:n La vida secreta dels humans, där hon presenterades som signaturen Aida G. Inledningsvis planerade Aida Giménez att låta även Guineu bli ett soloprojekt, men med den nya indiepop-stilen blev det mer praktiskt att formera det hela som ett band. Det är dock hon som är bandets i princip enda talesperson.
På senhösten 2019 kom även nya singeln "Una altra vida", även här ackompanjerat av en musikvideo. Större uppmärksamhet rönte "Putu any" ('Jävla år'), en poplåt som hösten 2020 blickade tillbaka på ett år i pandemins och distansens tecken. Låten deltog i omröstningen till bästa poprocklåt vid Premi Enderrocks gala, där dock Stay Homas vann med sin "The Bright Side". Vid framträdanden i TV syntes ensemblen som en kvartett, ledd av den nu elgitarrförsedda Aida Giménez och med bland annat hennes bror vid trummorna.
Våren 2021 kom Guineus debutalbum Forats negres ('Svarta hål'), där de åtta låtarna talar om olika situationer som man inte kan klara sig undan. På skivan fanns dock inte den gångna höstens hitlåt "Putu any". Gruppen har själva definierat sin musik som postpunkig indiepop och new wave i "cuqui"-stil och med "trashiga" tendenser, en "uppkäftig" stil som skiljer sig från den mer akustiska singer-songwriter-karaktären hos Aida Sstrings. Man har även försökt lansera begreppet cuquitrash, som något glatt på ytan men ängsligt och frusterat inuti.
Knappt två år senare, i februari 2023, återkom bandet med Una sacsejada ('En skakad'). Albumet var det första på bolaget Propaganda pel Fet! och föregicks av singlarna "Vull sortir i no puc" ('Jag vill gå ut och kan inte') samt "Què em passa (No sé què faig)". Dessutom hade gruppen under det senaste året släppt den separata singeln "Altres coses menys importants", och Giménez har deltagit i samarbetsprojekt med Joan Colomo ("La solució") och Iñigo Soler ("Dame un beso, idiota"). 

## Diskografi
Nedan listas låtsamlingar samt kompletterande singelutgivning.
som Aida Sstrings
- Tocant de peus al cel (Temps Record, 2013)

som Guineu
- La vida secreta dels humans (EP, Gora Records/egenutgiven, 2019)
- "Una altra vida" (singel, Gora Records/egenutgiven, 2019)
- "Putu any" (singel, Gora Records/egenutgiven, 2020)
- Forats negres (Gora Records/egenutgiven, 2021)
- "La solució" (med Joan Colomo, 2022)
- "Altres coses menys importants" (2022)
- Una sacsejada (Propaganda pel Fet!, 2023)

medverkan
- "Dame un beso, idiota" (med Iñigo Soler, 2022)